# Мендоса Уэртас, Хорхе Артуро
Хорхе Артуро Мендоса Уэртас (исп. Jorge Arturo Mendoza Huertas; род. 4 июля 1971, Пьюра, Перу) — перуанский быстросчётчик. На чемпионате мира по вычислению в уме, прошедшем в Гисене (Германия), занял первое место в категории Сложение десяти 10-значных чисел. На следующем чемпионате мира, состоявшемся в Лейпциге, занял третье место в общем зачёте.

## Биография
Мендоса сказал, что он осознал свои исключительные навыки в возрасте пяти лет. Его родители хотели сообщить об этом его учителям, но он выступил против этого, сказав, что хочет продолжать считаться «нормальным мальчиком».
После обучения в университете Пиура Мендоса стал учителем математики в этом же университете. Является международным тренером ментального счёта, предпринимателем, советником и преподавателем математических методов. Он является автором нескольких книг по расчётам в уме. В последние годы он продемонстрировал свои умственные способности в различных средствах массовой информации во всём мире.
Благодаря своему врожденному таланту и настойчивости, Мендоса, вместе с чемпионами мира Альберто Кото и Робертом Фонтейном, входит в тройку самых быстрых людей в мире по вычислению в уме.
В Майами участвовал в программе «Don Francisco Presenta».

## Чемпионаты мира и рекорд Гиннесса
- Мировой чемпионат по вычислениям в уме, 4 ноября 2006 года, Гисен, Германия[2][3]:
  - чемпион мира в сложении,
  - третье место в умножении,
  - пятнадцатое место в календарных расчётах.

- Мировой чемпионат по вычислениям в уме, Лейпциг, Германия, 1 июля 2008 года[4]:
  - второе место в сложении,
  - пятое место в умножении,
  - третье место в общем зачёте.

Рекорды книги рекордов Гиннесса, 2014 год:
- Суммы 100 чисел — 18,23 секунды.